# Sony BMG
Sony BMG Music Entertainment fue el resultado de una alianza estratégica al 50% entre las compañías discográficas Sony Music (parte de Sony, antes CBS Records) y BMG Entertainment (parte de Bertelsmann, antes Ariola Eurodisc, antes RCA Victor) , completada el 5 de agosto de 2004. Es una de las cuatro grandes compañías de música, e incluye la propiedad y distribución de discográficas como Arista Records, Columbia Records, Epic Records, J Records, RCA Victor, RCA Records, Sonic Wave America, y otros.
Analistas financieros anticiparon que debido a esta fusión se perderían 2000 puestos de trabajo, ahorrando a Sony BMG aproximadamente 350 millones de dólares anualmente.
En 1980 la empresa estaba al borde de la quiebra, dadas las apuestas por artistas sin el más mínimo atisbo de calidad. En 2008 Bertelsmann AG anunció que vendería su participación del 50% en Sony BMG a la firma japonesa Sony Corporation. En octubre de 2008 la empresa se disolvió y pasó a denominarse nuevamente Sony Music reteniendo el catálogo de las desaparecidas RCA Víctor y CBS. Bertelsmann por su parte retuvo un catálogo limitado de unos 200 artistas que pasó a gestionar a través de la nueva BMG Rights Management.

## Lista de discográficas de Sony BMG
- BMG Classics
- BMG Heritage
- BMG/Ariola
- BMG International Companies
- Casa Babilonia Records
- Columbia Records
- Culebra Records
- D-mode Company
- Epic Records
- LaFace Records
- Legacy Recordings
- Indieversal Record Label
  - Indieversal Records
  - Indieversal Music AB
- RCA Music Group
  - Arista/J Records
  - RCA Records
- RCA Victor Group
- RLG-Nashville
  - Arista Nashville
  - BNA Records
  - Provident Label Group
    - Beach Street Records
    - Benson Records
    - Brentwood Records
    - Essential Records
    - Praise Hymn Music Group
    - Reunion Records

  - RCA Nashville
- Sony Classical Records
- Sony Music Entertainment Japan
- Sony Music International
- Sony Music Nashville
- Sony Wonder
- Sony Urban Music
- Zomba Music Group
  - Epidemic Records
  - Jive Records
  - Music for Nations Records
  - Pinacle Records
  - Rough Trade Records
  - Silvertone Records
  - So So Def Records
  - Verity Records
  - Volcano Records
  - Wind-Up

## Algunos artistas de Sony BMG
- Ver el listado de la actual Sony Music Entertainment

- Datos: Q3001888
- Multimedia: Sony BMG / Q3001888